# Émilienne Farny
Émilienne Farny (Neuchâtel, 16 de mayo de 1938 - Lausana, 7 de junio de 2014)  fue una artista y pintora suiza.
Estudió pintura en la Escuela Cantonal de Arte de Lausana con el pintor y profesor Jacques Berger. En París, donde se mudó en 1960 descubrió el arte pop. Regresó  a Suiza en 1972. Al final de su carrera, también se interesó por el grafiti y la publicidad. Farny se casó con el escritor y profesor Michel Thévoz.